# San Giacomo in Augusta (församling)
San Giacomo in Augusta är en församling i Roms stift.
Till församlingen San Giacomo in Augusta hör följande kyrkobyggnader:
- San Giacomo in Augusta
- Gesù e Maria
- San Rocco all'Augusteo
- Sant'Atanasio
- Resurrezione di Nostro Signore Gesù Cristo
- San Giovanni Battista de La Salle
- Santa Maria Porta Paradisi
- Ospedale San Giacomo in Augusta